# Drepanoblemma partita
Drepanoblemma partita är en fjärilsart som beskrevs av Walker 1865. Drepanoblemma partita ingår i släktet Drepanoblemma och familjen nattflyn. Inga underarter finns listade i Catalogue of Life.